# Super League 2022-2023 (India)
La Indian Super League 2022-2023, chiamata ufficialmente 2022-2023 Hero Indian Super League per ragioni di sponsorizzazione, è stata la nona edizione dell'Indian Super League, uno dei principali campionati del calcio indiano.

## Stagione

### Aggiornamenti
Il comitato esecutivo dell'AIFF ha approvato il formato dei playoff a sei squadre. Le prime due squadre si qualificheranno direttamente per le semifinali, con le squadre al 3º posto contro il 6° e il 4° che affronterà il 5° in una gara di qualificazione a gara unica, che si giocherà in casa della squadra che è arrivata più in alto nella classifica a punti, per determinare gli ultimi quattro. Le semifinali rimangono le stesse con lo scontro deciso da un doppio pareggio in casa e in trasferta.

## Squadre partecipanti e allenatori

### Squadre partecipanti, stadi e sponsor
| Club            | Stagione | Città       | Stadio                           | Stagione precedente                                                                           |
| --------------- | -------- | ----------- | -------------------------------- | --------------------------------------------------------------------------------------------- |
| ATK Mohun Bagan | dettagli | Calcutta    | Salt Lake Stadium                | 3ª Classificata, semifinalista di play-off.                                                   |
| Bengaluru       | dettagli | Bengaluru   | Sree Kanteerava Stadium          | 6ª Classificata.                                                                              |
| Chennaiyin      | dettagli | Chennai     | Marina Arena                     | 8ª Classificata.                                                                              |
| East Bengal     | dettagli | Calcutta    | Salt Lake Stadium                | 11ª Classificata.                                                                             |
| FC Goa          | dettagli | Margao      | Fatorda Stadium                  | 9ª Classificata.                                                                              |
| Hyderabad       | dettagli | Hyderabad   | GMC Balayogi Stadium             | 2ª Classificata, finalista di play-off contro Kerala Blasters Vincitrice Indian Super League. |
| Jamshedpur      | dettagli | Jamshedpur  | JRD Tata Sports Complex          | 1ª Classificata, semifinalista di play-off.                                                   |
| Kerala Blasters | dettagli | Kochi       | Jawaharlal Nehru Stadium (Kochi) | 2ª Classificata, finalista di play-off contro Hyderabad                                       |
| Mumbai City     | dettagli | Mumbai      | Mumbai Football Arena            | 5ª Classificata.                                                                              |
| NorthEast Utd   | dettagli | Guwahati    | Indira Gandhi Athletic Stadium   | 10ª Classificata.                                                                             |
| Odisha          | dettagli | Bhubaneswar | Kalinga Stadium                  | 7ª Classificata.                                                                              |

### Allenatori
| Club            | Allenatore                 | In carica dal    | Vice-allenatore        | Vice-allenatore indiano |
| --------------- | -------------------------- | ---------------- | ---------------------- | ----------------------- |
| ATK Mohun Bagan | Juan Ferrando              | 20 dicembre 2021 |                        | Bastob Roy              |
| Bengaluru       | Simon Grayson              | 8 giugno 2022    | Eric Kinder            | Naushad Moosa           |
| Chennaiyin      | Thomas Brdarić             | 14 giugno 2022   | Matko Djarmati         | Raman Vijayan           |
| East Bengal     | Stephen Constantine        | 25 luglio 2022   | Thórhallur Siggeirsson | Bino George             |
| FC Goa          | Carlos Peña                | 16 aprile 2022   | Gorka Azkorra          | Gouramangi Singh        |
| Hyderabad       | Manuel Marquez             | 31 agosto 2020   | Benito Montalvo        | Shameel Chembakath      |
| Jamshedpur      | Aidy Boothroyd             | 11 giugno 2022   | Stuart Watkiss         | Noel Wilson             |
| Kerala Blasters | Ivan Vukomanović           | 17 giugno 2021   | Patrick Van Kets       | Ishfaq Ahmed            |
| Mumbai City     | Des Buckingham             | 8 ottobre 2021   | Hiroshi Miyazawa       | Anthony Fernandes       |
| NorthEast Utd   | Vincenzo Alberto Annese    | 8 dicembre 2022  | Paul Groves            | Floyd Pinto             |
| Odisha          | Clifford Miranda (Interim) | 16 marzo 2023    | Jacobo Ramallo Varela  |                         |

#### Cambio di allenatore
| Squadra       | Allenatore in uscita | Motivo      | Dal            | Fino al         | Allenatore in entrata   | A partire dal   |
| ------------- | -------------------- | ----------- | -------------- | --------------- | ----------------------- | --------------- |
| NorthEast Utd | Marco Balbul         | Esonero     | 25 luglio 2022 | 8 dicembre 2022 | Vincenzo Alberto Annese | 8 dicembre 2022 |
| Odisha        | Josep Gombau         | Rescissione | 8 giugno 2022  | 12 marzo 2023   | Clifford Miranda        | 16 marzo 2023   |

## Giocatori stranieri
Il numero di giocatori stranieri ammessi in una squadra è di minimo cinque e massimo sei. Tuttavia, il numero massimo di giocatori stranieri ammessi in campo è quattro.
| Squadra          | Giocatore 1           | Giocatore 2         | Giocatore 3         | Giocatore 4          | Giocatore 5          | Giocatore AFC        |
| ---------------- | --------------------- | ------------------- | ------------------- | -------------------- | -------------------- | -------------------- |
| ATK Mohun Bagan  | Hugo Boumous          | Carl McHugh         | Brendan Hamill      | Slavko Damjanović    | Federico Gallego     | Dimitri Petratos     |
| Bengaluru        | Alan Costa            | Bruno Ramires       | Javi Hernández      | Roy Krishna          | Pablo Pérez          | Aleksandar Jovanović |
| Chennaiyin       | Abdenasser El Khayati | Fallou Diagne       | Petar Slišković     | Kwame Karikari       | Julius Düker         | Vafa Hakhamaneshi    |
| East Bengal      | Iván González         | Cleiton Silva       | Alex                | Charalampos Kyriakou | Jake Jervis          | Jordan O'Doherty     |
| Goa              | Álvaro Vázquez        | Edu Bedia           | Iker Guarrotxena    | Noah Sadaoui         | Hernán Santana       | Fares Arnaout        |
| Hyderabad        | João Victor           | Bartholomew Ogbeche | Javier Siverio      | Odei Onaindia        | Borja Herrera        | Joel Chianese        |
| Jamshedpur       | Eli Sabiá             | Daniel Chima        | Jay Emmanuel-Thomas | Rafael Crivellaro    | Dylan Fox            | Harry Sawyer         |
| Kerala Blasters  | Marko Lešković        | Adrián Luna         | Víctor Mongil       | Ivan Kalyuzhnyi      | Dīmītrīs Diamantakos | Apostolos Giannou    |
| Mumbai City      | Greg Stewart          | Mourtada Fall       | Ahmed Jahouh        | Alberto Noguera      | Jorge Pereyra Díaz   | Rostyn Griffiths     |
| NorthEast United | Romain Philippoteaux  | Wilmar Jordán Gil   | Kule Mbombo         | Joseba Beitia        |                      | Aaron Evans          |
| Odisha           | Carlos Delgado        | Diego Maurício      | Saúl Crespo         | Pedro Martín         | Víctor Rodríguez     | Osama Malik          |

## Classifica
|                  | Pos. | Squadra         | Pt | G  | V  | N | P  | GF | GS | DR  |
| ---------------- | ---- | --------------- | -- | -- | -- | - | -- | -- | -- | --- |
|                  | 1.   | Mumbai City     | 46 | 20 | 14 | 4 | 2  | 54 | 21 | +33 |
|                  | 2.   | Hyderabad       | 42 | 20 | 13 | 3 | 4  | 36 | 16 | +20 |
| India (bandiera) | 3.   | ATK Mohun Bagan | 34 | 20 | 10 | 4 | 6  | 24 | 17 | +7  |
|                  | 4.   | Bengaluru       | 34 | 20 | 11 | 1 | 8  | 27 | 24 | +3  |
|                  | 5.   | Kerala Blasters | 31 | 20 | 10 | 1 | 9  | 28 | 28 | 0   |
|                  | 6.   | Odisha          | 30 | 20 | 9  | 3 | 8  | 30 | 31 | -1  |
|                  | 7.   | FC Goa          | 27 | 20 | 8  | 3 | 9  | 35 | 35 | 0   |
|                  | 8.   | Chennaiyin      | 27 | 20 | 7  | 6 | 7  | 36 | 37 | -1  |
|                  | 9.   | Jamshedpur      | 19 | 20 | 5  | 4 | 11 | 21 | 32 | -11 |
|                  | 10.  | East Bengal     | 19 | 20 | 6  | 1 | 13 | 22 | 37 | -15 |
|                  | 11.  | NorthEast Utd   | 5  | 20 | 1  | 2 | 17 | 20 | 55 | -35 |

Legenda:

      Campione dell'Indian Super League
      Ammesse alle semifinali di Play-off:      Ammesse alle qualificazioni di Play-off

## Spareggi

### Play-off

#### Tabellone
|  | Qualificazione | Qualificazione  | Qualificazione  |                 |           | Semifinali | Semifinali  | Semifinali |  |  | Finale | Finale | Finale |  |
|  |                |                 |                 |                 |           |            |             |            |  |  |        |        |        |  |
|  |                |                 |                 |                 |           | 1          | Mumbai City |            |  |  |        |        |        |  |
|  |                |                 |                 |                 |           | 1          | Mumbai City |            |  |  |        |        |        |  |
|  |                |                 |                 | Bengaluru       |           |            |             |            |  |  |        |        |        |  |
|  | 4              | Bengaluru       | 1               |                 |           |            |             |            |  |  |        |        |        |  |
|  | 4              | Bengaluru       | 1               |                 |           |            |             |            |  |  |        |        |        |  |
|  | 5              | Kerala Blasters | 0               |                 |           |            |             |            |  |  |        |        |        |  |
|  | 5              | Kerala Blasters | 0               |                 | Bengaluru | Bengaluru  | 2           |            |  |  |        |        |        |  |
|  |                |                 |                 |                 |           |            |             |            |  |  |        |        |        |  |
|  |                |                 | ATK Mohun Bagan | ATK Mohun Bagan | 3         |            |             |            |  |  |        |        |        |  |
|  |                |                 |                 | ATK Mohun Bagan | 3         |            |             |            |  |  |        |        |        |  |
|  |                |                 |                 |                 |           |            |             |            |  |  |        |        |        |  |
|  |                |                 |                 |                 |           |            |             |            |  |  |        |        |        |  |
|  |                | 2               | Hyderabad       |                 |           |            |             |            |  |  |        |        |        |  |
|  |                |                 |                 |                 |           |            |             |            |  |  |        |        |        |  |
|  |                |                 |                 | ATK Mohun Bagan |           |            |             |            |  |  |        |        |        |  |
|  | 3              | ATK Mohun Bagan | 2               |                 |           |            |             |            |  |  |        |        |        |  |
|  | 3              | ATK Mohun Bagan | 2               |                 |           |            |             |            |  |  |        |        |        |  |
|  | 6              | Odisha          | 0               |                 |           |            |             |            |  |  |        |        |        |  |

## Statistiche

### Squadre

#### Classifica in divenire
|                  | 1ª | 2ª | 3ª | 4ª | 5ª | 6ª | 7ª | 8ª | 9ª | 10ª | 11ª | 12ª | 13ª | 14ª | 15ª | 16ª | 17ª | 18ª | 19ª | 20ª | 21ª | 22ª |
| ---------------- | -- | -- | -- | -- | -- | -- | -- | -- | -- | --- | --- | --- | --- | --- | --- | --- | --- | --- | --- | --- | --- | --- |
| ATK Mohun Bagan  | 0  | 3  | 3  | 6  | 7  | 10 | 10 | 13 | 16 | 19  | 20  | 20  | 23  | 23  | 23  | 24  | 27  | 27  | 27  | 28  | 31  | 34  |
| Bengaluru        | 3  | 4  | 4  | 4  | 4  | 4  | 4  | 7  | 7  | 7   | 10  | 10  | 10  | 13  | 16  | 19  | 22  | 25  | 28  | 31  | 31  | 31  |
| Chennaiyin       | 3  | 4  | 4  | 4  | 7  | 7  | 10 | 10 | 10 | 13  | 14  | 14  | 14  | 15  | 16  | 17  | 17  | 18  | 18  | 21  | 24  | 27  |
| East Bengal      | 0  | 0  | 3  | 3  | 3  | 6  | 6  | 9  | 9  | 9   | 9   | 9   | 12  | 12  | 12  | 12  | 12  | 15  | 16  | 16  | 19  | 19  |
| FC Goa           | 0  | 3  | 6  | 6  | 9  | 9  | 12 | 12 | 12 | 15  | 18  | 19  | 19  | 19  | 20  | 23  | 26  | 26  | 27  | 27  | 27  | 27  |
| Hyderabad        | 1  | 4  | 7  | 10 | 13 | 16 | 16 | 16 | 19 | 22  | 22  | 25  | 28  | 31  | 32  | 35  | 35  | 36  | 39  | 39  | 39  | 42  |
| Jamshedpur       | 0  | 0  | 1  | 4  | 4  | 4  | 4  | 4  | 4  | 4   | 4   | 5   | 5   | 6   | 9   | 9   | 9   | 12  | 12  | 13  | 16  | 19  |
| Kerala Blasters  | 3  | 3  | 3  | 3  | 6  | 9  | 12 | 12 | 15 | 18  | 19  | 22  | 25  | 25  | 25  | 25  | 28  | 28  | 31  | 31  | 31  | 31  |
| Mumbai City      | 1  | 4  | 5  | 8  | 9  | 12 | 15 | 18 | 21 | 21  | 24  | 27  | 30  | 33  | 36  | 39  | 42  | 43  | 43  | 46  | 46  | 46  |
| NorthEast United | 0  | 0  | 0  | 0  | 0  | 0  | 0  | 0  | 0  | 0   | 0   | 3   | 3   | 3   | 4   | 4   | 4   | 4   | 5   | 5   | 5   | 5   |
| Odisha           | 3  | 3  | 6  | 9  | 9  | 9  | 12 | 15 | 18 | 18  | 19  | 19  | 19  | 22  | 22  | 22  | 22  | 23  | 24  | 27  | 30  | 30  |

### Primati stagionali

#### Squadre
- Maggior numero di vittorie: Mumbai City (14)
- Minor numero di sconfitte: Mumbai City (2)
- Miglior attacco: Mumbai City (54)
- Miglior difesa: Hyderabad (16)
- Miglior differenza reti: Mumbai City (+33)
- Maggior numero di pareggi: Chennaiyin (6)
- Minor numero di pareggi: Bengaluru, East Bengal, Kerala Blasters (1)
- Partita con più spettatori: 62 542 ATK Mohun Bagan 2–0 East Bengal (29 ottobre 2022)
- Partita con meno spettatori: 361 NorthEast United 2–2 Goa (15 gennaio 2023)
- Media spettatori: 12 327
- Minor numero di vittorie: NorthEast United (1)
- Maggior numero di sconfitte: NorthEast United (17)
- Peggior attacco: NorthEast United (20)
- Peggior difesa: NorthEast United (55)
- Peggior differenza reti: NorthEast United (-35)
- Partita con più reti: NorthEast United 3–7 Chennaiyin (10 dicembre 2022)
- Partita con maggiore scarto di gol: NorthEast United 3–7 Chennaiyin (10 dicembre 2022)
- Miglior serie positiva: Mumbai City (17)
- Peggior serie negativa: NorthEast United (14)

### Individuali

#### Classifica marcatori
| Gol | Rigori |  | Giocatore             | Squadra          |
| --- | ------ |  | --------------------- | ---------------- |
| 12  | 2      |  | Dimitri Petratos      | ATK Mohun Bagan  |
| 12  | 3      |  | Cleiton Silva         | East Bengal      |
| 12  | 3      |  | Diego Maurício        | Odisha           |
| 11  | 1      |  | Jorge Pereyra Díaz    | Mumbai City      |
| 11  | 2      |  | Iker Guarrotxena      | Goa              |
| 10  | 1      |  | Lallianzuala Chhangte | Mumbai City      |
| 10  | 1      |  | Bartholomew Ogbeche   | Hyderabad        |
| 10  | 2      |  | Dīmītrīs Diamantakos  | Kerala Blasters  |
| 9   | 0      |  | Noah Sadaoui          | Goa              |
| 9   | 1      |  | Abdenasser El Khayati | Chennaiyin       |
| 8   | 0      |  | Petar Slišković       | Chennaiyin       |
| 8   | 0      |  | Greg Stewart          | Mumbai City      |
| 8   | 5      |  | Wilmar Jordán Gil     | NorthEast United |
| 7   | 0      |  | Javi Hernández        | Bengaluru        |
| 7   | 0      |  | Bipin Singh           | Mumbai City      |
| 6   | 0      |  | Nandha Kumar Sekar    | Odisha           |
| 6   | 0      |  | Ritwik Das            | Jamshedpur       |
| 6   | 0      |  | Sivasakthi Narayanan  | Bengaluru        |
| 6   | 0      |  | Roy Krishna           | Bengaluru        |
| 5   | 0      |  | Javier Siverio        | Hyderabad        |
| 5   | 0      |  | Daniel Chima          | Jamshedpur       |
| 5   | 1      |  | Hugo Boumous          | ATK Mohun Bagan  |
| 5   | 2      |  | Sunil Chhetri         | Bengaluru        |